# Lídia Flaqué i Centellas
Lídia Flaqué i Centellas (Barcelona, 26 de maig de 1956) és una exnedadora, exwaterpolista i dirigent esportiva catalana.
Llicenciada en Ciències de l'educació, va especialitzar-se en gestió esportiva i va desenvolupar el càrrec de tècnica de l'Institut Barcelona Esports de l'Ajuntament de Barcelona. Va desenvolupar la seva carrera com a nedadora al Club Natació Montjuïc. Especialista en proves de mig fons, va guanyar tres Campionats d'Espanya d'estiu, en la prova de 800 m. lliure (1971, 1973 i 1974). En aigües obertes destaca en el seu palmarès victòries com la travessia a l'estany de Banyoles (1973).
Va ser també una de les pioneres del waterpolo femení català. A principis dels anys 1980 va ser una de les impulsores de l'equip femení del CN Montjuïc, juntament amb la seva germana Laura i altres nedadores del club. Posteriorment va prendre les regnes de l'equip com a entrenadora. L'any 1989, amb la creació de la primera selecció femenina de waterpolo d'Espanya, va ser nomenada delegada de l'equip estatal, càrrec que va ocupar fins al 1993, i posteriorment entre 1997 i 2008. En aquesta segona etapa, va guanyar la primera medalla internacional del waterpolo femení espanyol, aconseguin el subcampionat d'Europa de 2008.
L'any 2008 va ingressar a la junta directiva de la Federació Catalana de Natació com a presidenta de la comissió de waterpolo, càrrec que va exercir durant una dècada. Des d'aquest lloc va ser una de responsables dels Campionat del Món de natació de 2003 i de 2013, disputats a Barcelona, i exercint com a directora de la competició de waterpolo femení. Posteriorment ha seguit vinculada a la junta directiva de la federació com a secretària.